# 得能通綱
得能 通綱（とくのう みちつな、生年不明 – 延元2年/建武4年3月6日（1337年4月7日））は、鎌倉時代から南北朝時代の武将。通称は又太郎。備後守。父は得能通村。子に信縄、通方、通弘。

## 経歴
得能氏は伊予の河野氏の一族で、桑村郡得能荘を所領としていた。元弘3年（1333年）閏2月11日、鎌倉幕府の打倒を志す後醍醐天皇に味方し、同じ河野一族である土居通増・忽那重清・祝安親らと共に挙兵し、伊予守護宇都宮貞宗の府中城を攻略。次いで、反幕勢力討伐のため伊予へ進軍した長門探題北条時直を、石井浜で敗走させた。（『三島家文書 五五〇』）
同年3月1日には、喜多郡にある宇都宮貞泰の拠る根来山城を攻撃し十日余りで陥落させ、3月12日、再び伊予へ侵攻してきた北条時直を星岡で破り長門まで撤退させた。5月には讃岐まで遠征し幕府方の勢力を破っている。また、村上義弘や忽那義範と共に水軍を指揮して幕府の糧道を封鎖する等、倒幕へ貢献した。
建武政権では、従五位下に叙爵され、備後守に任官。南北朝の争乱が起こると、通綱は通増と共に南朝側に加わり新田義貞に属し、建武3年（1336年）2月10日、摂津での豊島河原合戦では足利軍を撃破した。同月、風早郡で挙兵した赤橋重時を打ち破り、5月25日の湊川の戦いにも従軍した。
南朝勢力再建のため北国へ赴く義貞に従い、10月13日に越前金ヶ崎城へ入城するが、北朝方の斯波高経に城を包囲される（金ヶ崎の戦い）。通綱は奮戦したが、翌延元2年/建武4年（1337年）3月6日、戦死を遂げた。（『太平記』巻一八 金崎城落事）

### 系図
```
　　　　
得能通俊
　
　　　　 ┃
　　　　通秀
　　　　 ┣━━━┓
　　　　通純　　
通村

　　　　 ┃　　　┃
　　　　通景　　
通綱

　　　　 ┃
　　　　
重見通宗

　　　　 ┃
　　　　
重見通勝
```